# Bagnasciuga
Si chiama bagnasciuga o (in antico) linea di fior d'acqua (in inglese load lines) quella parte di superficie della fiancata di una nave limitata dall'ideogramma di Plimsoll.

## Funzione
Esso determina il carico massimo della nave in virtù delle acque che attraversa (acque tropicali o glaciali - periodo estivo o invernale - acque salate o acque dolci). Le stesse linee dell'ideogramma stanno ad indicare il confine fra l'opera viva (la parte dello scafo immersa) e l'opera morta (la parte dello scafo che galleggia).

## Paronimia
La parola è spesso impropriamente utilizzata anche per indicare la battigia, ossia quella parte della spiaggia che si bagna e asciuga per effetto del moto ondoso. In questo significato celebre è il discorso di Benito Mussolini del 24 giugno 1943, che di fronte alle voci su un prossimo sbarco alleato in Sicilia (avvenuto effettivamente dopo pochi giorni, il 10 luglio), proclamò che ogni tentativo di sbarco sarebbe stato "congelato su quella linea che i marinai chiamano bagnasciuga". Tale discorso è poi passato alla storia come il "discorso del bagnasciuga".